# 웨이트 호이트
웨이트 찰스 호이트(Waite Charles Hoyt, 1899년 9월 9일 ~ 1984년 8월 25일)는 미국의 전 프로 야구 선수로, 메이저 리그 베이스볼(MLB)에서 우완 투수로 활약했다. 통산 21시즌 동안 뉴욕 자이언츠, 보스턴 레드삭스, 뉴욕 양키스, 필라델피아 애슬레틱스, 브루클린 다저스, 피츠버그 파이리츠에서 뛰었다. 1969년 미국 야구 명예의 전당에 헌액되었다.